# Grenouille des bois
Lithobates sylvaticus
Espèce
Synonymes
- Rana canagica Pallas, 1814 "1831"
- Rana sylvatica LeConte, 1825
- Rana pennsylvanica Harlan, 1826
- Rana cantabrigensis Baird, 1854
- Rana cantabridgensis latiremis Cope, 1886
- Rana cantabrigensis evittata Cope, 1889
- Rana sylvatica cherokiana Witschi, 1954 "1953"
- Rana maslini Porter, 1969

Statut de conservation UICN

 LC  : Préoccupation mineure
La Grenouille des bois, Lithobates sylvaticus, est une espèce nord-américaine d'amphibiens de la famille des Ranidae.

## Description

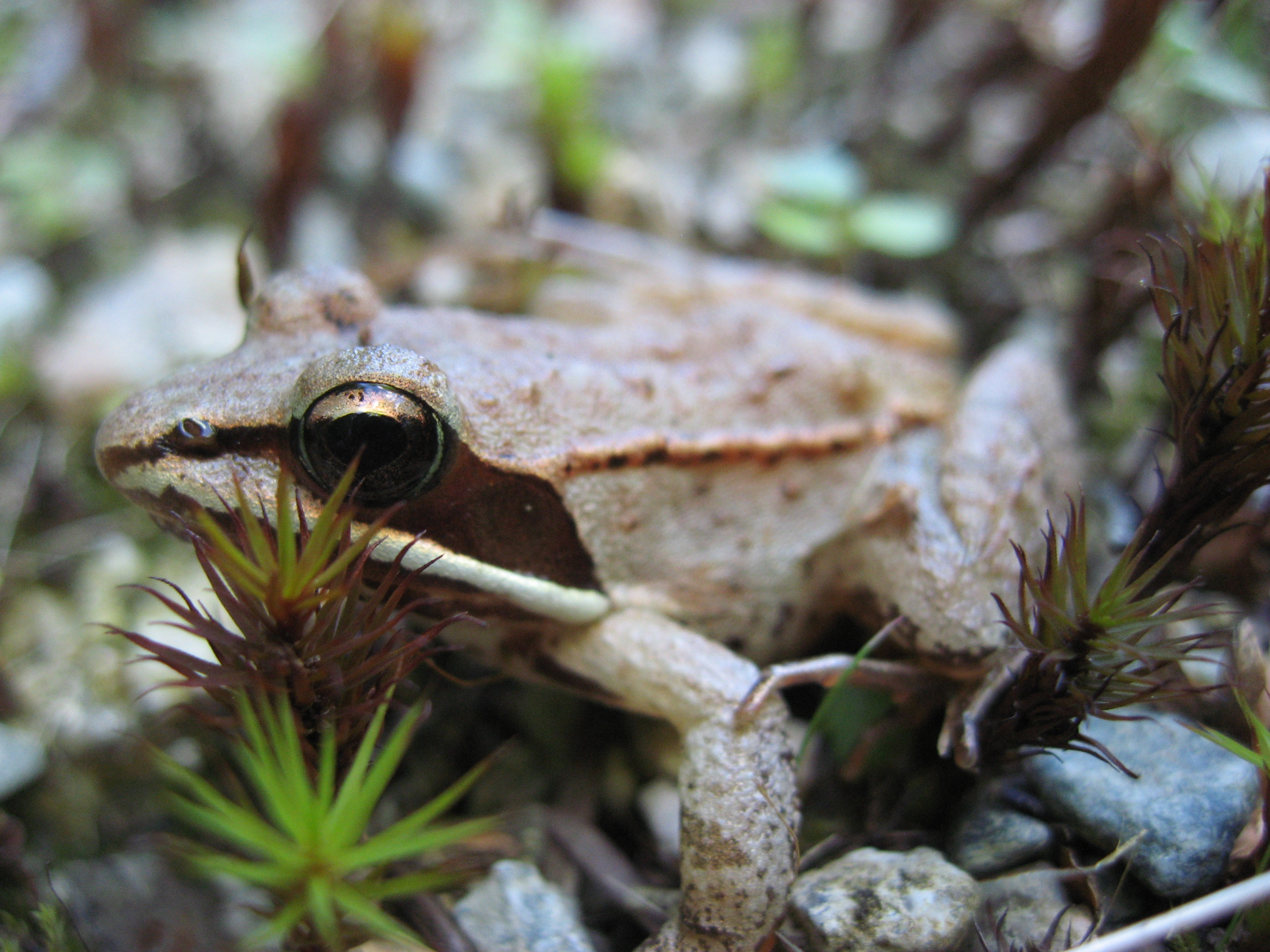
Lithobates sylvaticus

Lithobates sylvaticus mesure de 50 à 70 mm, les femelles étant légèrement plus grandes que les mâles. Sa coloration varie avec des nuances de brun, crème et rouille, le ventre est clair dans les tons jaune ou gris.

## Répartition et habitat

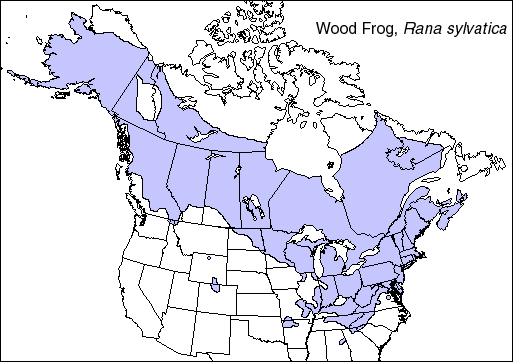
Distribution

Cette espèce se rencontre aux États-Unis, y compris en Alaska, et au Canada.
Comme son nom commun l'indique, cette grenouille affectionne les milieux boisés, mais elle est aussi retrouvé dans le milieu rural. Elle se reproduit dans des flaques d'eau temporaires et pond un millier d'œufs. Les têtards se métamorphosent à la fin de l'été.

## Hibernation
Cette espèce présente la particularité de survivre en étant complètement congelée.
Pendant l'hiver, elle s'enterre dans le sol et se met en arrêt cardiaque, le sang ne circulant presque plus dans les veines. Ce sang contient des éléments qui limitent les dégâts causés par la congélation. De fait, du glucose serait rapidement accumulé lorsque le sang prend en glace.

## État des populations, menaces
Tous les amphibiens sont en déclin dans le monde, mais selon des mesures basées sur l'ADN environnemental, la grenouille des bois bénéficie d'une vaste aire de répartition, de nombreux réservoirs et semble mieux que d'autres survivre dans le paysage agricoles, à condition d'encore y trouver des prairies très humides, productives (riches en nourriture), avec de large zone tampon végétalisées (≥ 10 m), dans un paysage environnant hétérogène et riche en autres plans d'eau. Elle semble apprécier les eaux plutôt riches en phosphore dissous  (> 0,4 mg/L) mais modérément eutrophisées par l'azote (0,1 à 0,2 mg/L) et claires (taux de chlorophylle inférieur ou égal à 15 µg/L).